# Hallucination

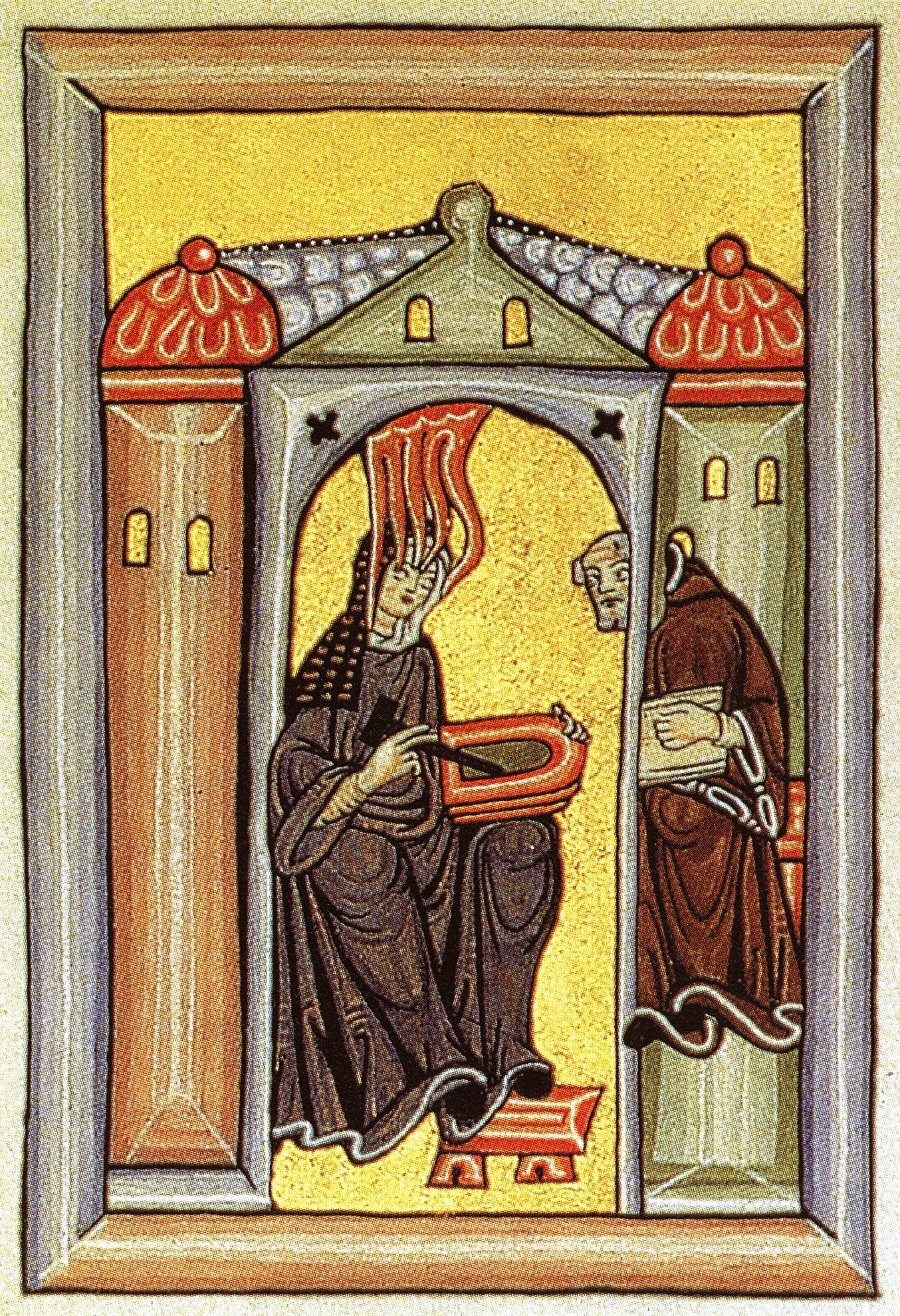
Illumination av Liber Scivias: Hildegard av Bingen får en vision från Gud.

En hallucination är ett sinnesintryck som uppstår utan motsvarande sinnesretning. Alltså att se, höra, känna, smaka eller lukta saker som andra inte uppfattar. 
Sinnesintrycken är levande och solida och uppfattas som helt verkliga. De kan vara behagliga eller obehagliga, och kan inte kontrolleras av den som upplever dem. Hallucinationer skiljs från illusioner, som är feltolkningar av sinnesintryck, och från drömmar, där personen sover. Hallucinationer skiljer sig också från vanföreställningar, där omgivningen tillskrivs ytterligare, ofta extraordinära, betydelser. 
Det är en vanlig mänsklig erfarenhet att någon gång eller regelbundet uppleva hallucinationer. Det är ofta oklart hur hallucinationer uppstår. I vissa fall kan de bero på psykoaktiva droger, sömnstörningar, läkemedel eller ohälsa, till exempel Alzheimers och Parkinsons sjukdom. Men i många fall finns det ingen uppenbar orsak.
Västerländsk medicin tenderar att se på hallucinationer som en manifestation av det undermedvetna, alternativt som ett tecken på sjukdom. I vissa kulturer ses hallucinationer som välsignelser och som ett tecken på hälsa. I religiösa sammanhang talas ofta om visioner och spirituella upplevelser. Termen "hallucination" har kritiserats för att det antyder att erfarenheterna inte är verkliga, eller för att inte korrekt beskriva till exempel en upplevelse av att höra röster.

## Etymologi
Ordet hallucination kan härledas från latinets alucinatus (senare hallucinatus) vilket betyder “tankevandring”, “dröm”, “tankar som planlöst flyger omkring” eller “förvirrat prat”. Troligtvis från grekiskans alyein, “vandra i tanken”, “vara förvirrad”, “vara utom sig” (av sorg, glädje, förvirring) och alaomai "vandra omkring”. Eventuellt är ordet också släkt med det latinska ordet vaticinari, “göra en profetia”, eller “yra”.

## Definition
De engelska psykologerna Peter Slade och Richard Bentall föreslog 1988 följande arbetsdefinition av begreppet hallucination:
Varje perceptionsliknande upplevelse som
1. inträffar utan relevanta yttre stimuli,
2. har samma kraft eller påverkan som en motsvarande verklig perception, och
3. inte låter sig styras av den drabbades vilja

En person som fantiserar kan frammana sensoriska upplevelser (till exempel ett musikstycke, eller en mental bild av en person), men vid hallucinationer uppkommer sinnesintrycken ofrivilligt. Hallucinationer sker i vaket tillstånd och skiljer sig från drömmar, där personen sover. Ett mellanting är sinnesintryck som uppkommer direkt innan sömn eller under uppvaknandet, vilket kallas hypnagog hallucination och hypnopomp hallucination.

## Orsak och förekomst
Vissa hallucinationer kan uppträda spontant, medan andra framkallas av hallucinogena droger, kroppsliga eller psykiska sjukdomar (såsom hög feber eller psykos), men även av svält, sömnbrist, sömnparalys eller hypnos. I västerländsk kultur associeras hallucinationer ibland med psykisk sjukdom och speciellt schizofreni. De kan också framkallas av rituella aktiviteter som suggestiva rytmer, hängivet snurrande, dansande eller sjungande, gisslande av kroppen eller särskild andning. Även rätt frekvens av infraljud kan skapa hallucinationer. Änkor och änklingar ser eller hör ofta sin avlidna partner, i så kallade änkesyner. Liknande upplevelser är också vanligt bland barn som förlorat en nära anhörig.
Vid psykoser kan hörselhallucinationer ta sig uttryck i order eller kommentarer om den drabbade personen. Vid psykoser kan hallucinationer förklaras med vanföreställningar och en förvrängd självuppfattning, till exempel att den drabbade personen tycker sig höra Gud som talar, vilket Gud gör för att personen är särskilt utvald att utföra Guds vilja. Psykotiska hallucinationer kan rikta sig direkt mot den drabbade och kommentera, anklaga, locka eller skymfa denne.
Vid schizofreni dominerar hörselhallucinationer. Omkring 65 procent av personer med schizofrenidiagnos har hörselhallucinationer medan omkring 5-25 procent av personer utan diagnos någon gång har hörselhallucinationer. En hörselhallucination är därför varken ett nödvändigt symtom för schizofreni, eller ett symtom på sjukdom. En psykiskt frisk person som har hallucinationer förklarar sinnesintrycket med en intakt verklighetsuppfattning och självuppfattning. En pseudohallucination innebär att den drabbade lätt genomskådar att det är fråga om en falsk varseblivning. 
Att utestänga sinnesintryck (sensorisk deprivation) är ett effektivt sätt att framkalla hallucinationer. Enligt en hypotes krävs ett tillräckligt flöde av verkliga sinnesintryck för att hindra hjärnan från att använda interna signaler för sin verklighetsuppfattning. Den amerikanske psykologen Ronald Siegel liknade 1977 detta vid att titta ut genom ett fönster. Så länge det är ljust ute ser man tydligt den yttre världen, men när det blir mörkt får man inte längre någon information utifrån. Då framträder istället det egna rummet som en spegelbild i rutan, och det ser ut som om rummet finns därute.
"Charles Bonnet syndrom" är hallucinationer som drabbar synskadade på grund av brist på synintryck. Sådana hallucinationer kan bestå av enkla mönster, men kan också vara komplexa bilder av figurer, föremål eller landskap. Ungefär 10 % av synskadade eller blinda tros uppleva sådant (vissa källor anger ända upp till 30 %). Många är dock ovilliga att erkänna det, av rädsla för att stämplas som sinnessjuka.

### Övriga källor
- Blackmore, Susan. Consciousness: An introduction. Hodder Education. ISBN 978 0 340 809099
- NE: [1989 – 1996]. Nationalencyklopedin, Bra Böcker AB, ISBN 91-7024-620-3
- Oliver Sacks föreläsning i februari 2009 på TED, What hallucination reveals about our minds (besökt 2010-01-09) (engelska)
- Chadwick P et al, The omnipotence of voices. A cognitive approach to auditory hallucinations, Br J Psychiatry. 1994 Feb;164(2):190-201
- Andreas Aleman, Cognitive neuropsychiatry of hallucinations in schizophrenia. How the brain misleads itself, Utrecht 2001